# حسین شهبازیان
حسین شهبازیان (زادهٔ ۱۲۹۷ – درگذشتهٔ ۶ مرداد ۱۳۹۶) موسیقی‌دان و نوازنده ویلن اهل ایران بود.

## زندگی هنری
حسین شهبازیان در سال ۱۲۹۷ ه‍.خ در تهران متولد شد. او از ۱۷ سالگی آموختن ساز ویلن را آغاز کرد. ضیاء سیحون، اولین استاد وی در این زمینه بود. حسین شهبازیان در ادامه به کلاس درسابوالحسن صبا رفت و به آموختن ردیف‌های موسیقی ایرانی پرداخت. او سال‌های متوالی در کلاس استادان خارجی و ایرانی به آموختن موسیقی کلاسیک پرداخت و هنرجویان بسیاری را پرورش داد.
با افتتاح رادیو در ایران، شهبازیان سال‌ها به عنوان نوازنده و رهبر ارکستر شماره ۳ رادیو ایران فعالیت داشته و با خوانندگان بسیاری همکاری کرد. وی کارمند بازنشسته وزارت فرهنگ بود. او علاوه بر تدریس موسیقی، به آهنگسازی نیز می‌پرداخت. فریدون شهبازیان، آهنگساز و رهبر سابقِ ارکستر ملی ایران، فرزند حسین شهبازیان است.

## درگذشت
حسین شهبازیان، ۶ مرداد ۱۳۹۶ به دلیل کهولت سن درگذشت. پیکر حسین شهبازیان، ۹ مرداد ۱۳۹۶ در بهشت زهرا تشییع و در قطعه هنرمندان بهشت زهرای تهران به خاک سپرده شد. همچنین مراسم ترحیم او، ۱۲ مرداد ۱۳۹۶ در مسجدالنبی ولنجک تهران، با حضور هنرمندان برگزار شد.